# إليجاه فانس
إليجاه فانس (بالإنجليزية: Elijah Vance)‏ هو سياسي أمريكي، ولد في 1 فبراير 1801 في بيل أير في الولايات المتحدة، وتوفي في 11 يناير 1871 في هاملتن في الولايات المتحدة. حزبياً، نشط في الحزب الديمقراطي. وقد انتخب عضو مجلس نواب أوهايو.